# Фізико-хімічні методи підвищення нафтовилучення
Фізико-хімічні методи підвищення нафтовилучення (рос. методы повышения нефтеизвлечения физико-химические; англ. physical and chemical methods of enhanced oil recovery, нім. physikalisch-chemische Methoden f pl der Erhöhung der Erdölgewinnung) — методи діяння на нафтові поклади, які покращують заводнення (за рахунок зниження міжфазового поверхневого натягу і зміни відношень рухомостей фаз) і сприяють вилученню залишкової нафти із заводнених пластів. До першої групи належать методи запомповування водних розчинів поверхнево-активних речовин (заводнення розчинами ПАР), полімерного заводнення, лужного заводнення (розчини лугів) і силікатно-лужного заводнення (розчин силікату натрію з лужними властивостями), сірчано-кислотне заводнення (нагнітання сірчаної кислоти у вигляді облямівки), а до другої — методи витіснення нафти діоксидом вуглецю (газ, рідина, водний розчин) та міцелярними розчинами і міцелярно-полімерне заводнення (облямівки міцелярного і полімерного розчинів). Кислотні діяння: ванна солянокислотна.
Приклади:
- Депресійно-репресійна хіміко-гідродинамічна дія на привибійну зону пласта. У результаті циклічної дії на пласт у режимі депресія–відновлення гідростатичного тиску відбувається очищення привибійної зони пласта і поступове заповнення свердловини (внутрішнього об’єму НКТ) пластовим флюїдом. Особливістю цієї операції є те, що створюється задана депресія на пласт, і в разі необхідності можна керувати її величиною і тривалістю, а також здійснювати циклічну багатократну дію на пласт чи безперервне відкачування пластового флюїду при заданій величині депресії. Після очищення (декольматації) привибійної зони пласта забезпечується дренування пласта з відкачуванням певної кількості рідини. Технологія реалізується за допомогою встановленого на насосно-компресорних трубах (НКТ) пакера і змонтованого над ним гідровакуумного пристрою. Як робочу рідину використовувують пластову воду, технічну воду, водний розчин NaCl чи CaCl2, товарну дегазовану нафту.